# エバ・ハッサン
エバ・ハッサン（アラビア語: إباء حسن、英語: Eba Hassan）は、アラビア語・日本語通訳、翻訳家。NHK教育テレビジョンのテレビでアラビア語に講師役。エジプト出身。

## 経歴
カイロ大学文学部日本語学科卒業。カイロ大学日本語日本文学科で助手を2年務め、在エジプト日本大使館で翻訳・JICAのプロジェクトなどで通訳を務めた。2002年に訪日し、NHKをはじめ、新聞など各種メディアの翻訳・通訳を務める。
2005年のアラブ環境サミットで逐次通訳を務めた。東京大学にて修士号及び博士号取得。
2007年から2008年までアラブ イスラーム学院翻訳・通訳担当。2010年から2011年までサウジアラビア王国大使館文化部にて国際交流担当。2008年10月からNHK『テレビでアラビア語』に出演。2009年10月から「NHKアラビア語講座」にネイティブゲストとして出演。
現在、慶應義塾大学にてアラビア語・アラブ世界の現代社会等の専任講師を務める。
慶應義塾大学のアラビア語の授業では、文法事項の学習のみならずスピーチや会話といったアクティブな内容が盛り込まれている。また学生に頻繁に指名していく形式の授業であるが、復習の及んでいない学生には辛口なコメントをよくなさる。

## 出演
- テレビでアラビア語（NHK教育テレビ、 2008年10月～）[3]
- アラビア語講座（NHKラジオ第2、2009年10月～2010年3月ほか）[4]
- みんなでニホンGO!（NHK総合テレビ、2010年、「ザキヤマの逆におせえて!」コーナーにゲスト出演）[5]
- ヒルナンデス!コーナーにゲスト出演
- 世界の日本人妻は見た!ゲスト出演